# Lista de bandeiras croatas
Esta é uma lista de bandeiras que foram, ou ainda hoje, usadas na Croácia ou por croatas.

## Bandeira Nacional
| Bandeira | Data                              | Uso                            | Descrição |
| -------- | --------------------------------- | ------------------------------ | --- |
|          | 21 de dezembro de 1990 – presente | Bandeira da Croácia            | Três campos horizontais iguais, vermelhos na parte superior, brancos no meio e azuis na parte inferior; o brasão nacional no centro. |
|          | 21 de dezembro de 1990 – presente | Bandeira da Croácia (vertical) | |

## Estandartes
| Bandeira | Data                             | Uso                                                                         | Descrição |
| -------- | -------------------------------- | --------------------------------------------------------------------------- | --- |
|          | 1 de novembro de 1990 – presente | Estandarte do Presidente da Croácia                                         | Um campo quadrado azul com uma borda de quadrados vermelhos e brancos; ao centro uma versão do brasão nacional e uma fita vermelha-branca-azul com as letras "RH" (iniciais do nome completo do país em croata, Republika Hrvatska). |
|          | 1990 – presente                  | Padrão do Primeiro-ministro da Croácia                                      | |
|          | 1990 – presente                  | Padrão do Presidente do Parlamento Croata                                   | |
|          | 1941–1945                        | Estandarte do Poglavnik (Chefe de Estado) do Estado Independente da Croácia | |
|          | 1941–1945                        | Bandeira do Ministro das Forças Armadas do Estado Independente da Croácia   | |
|          | 1941–1945                        | Bandeira do Ministro no Estado Independente da Croácia                      | |
|          | 1941–1945                        | Bandeira de Vojskovođa (Marechal) no Estado Independente da Croácia         | |

## Militares

### Exército
| Bandeira                                   | Data          | Uso                                                                                      | Descrição                                                               |
| ------------------------------------------ | ------------- | ---------------------------------------------------------------------------------------- | ----------------------------------------------------------------------- |
|                                            | 1991—presente | Bandeira do Exército Croata                                                              | Fundo verde com a insígnia de ombro do Exército Croata no centro        |
|                                            | 1991          | Bandeira da Guarda Nacional Croata                                                       | Fundo verde com a insígnia de ombro da Guarda Nacional Croata no centro |
| Estado Independente da Croácia (1941–1945) |               |                                                                                          |                                                                         |
|                                            | 1941–1945     | Bandeira do Comandante das Forças Armadas no Estado Independente da Croácia              |                                                                         |
|                                            | 1941–1945     | Bandeira de um general da infantaria, artilharia, etc. do Estado Independente da Croácia |                                                                         |
|                                            | 1941–1945     | Bandeira de um tenente-general do Estado Independente da Croácia                         |                                                                         |
|                                            | 1941–1945     | Bandeira de um general do Estado Independente da Croácia                                 |                                                                         |

### Marinha
| Bandeira                                   | Data                          | Uso                                                                      | Descrição |
| ------------------------------------------ | ----------------------------- | ------------------------------------------------------------------------ | --- |
|                                            |                               | Insígnia civil e estatal da Croácia                                      | Idêntica à bandeira nacional, mas com proporções 2:3. |
|                                            | 1 de março de 1999 – presente | Insígnia Naval da Croácia (alferes da Marinha Croata)                    | Igual à bandeira civil, mas com duas âncoras cruzadas atrás do brasão. |
|                                            | 1 de março de 1999 – presente | Jaque naval da Croácia                                                   | Campo azul com rebordo vermelho e branco, com o brasão nacional e duas âncoras cruzadas ao centro. |
|                                            | 1 de março de 1999 – presente | Ministro da Defesa da Bandeira Naval                                     | |
|                                            | 1 de março de 1999 – presente | Bandeira Naval do Chefe do Estado-Maior General                          | |
|                                            | 1 de março de 1999 – presente | Bandeira naval do General                                                | |
|                                            | 1 de março de 1999 – presente | Bandeira do Comandante da Marinha Croata                                 | |
|                                            | 1 de março de 1999 – presente | Bandeira de um almirante                                                 | |
|                                            | 1 de março de 1999 – presente | Bandeira de um Almirante da Frota                                        | |
|                                            | 1 de março de 1999 – presente | Bandeira de um vice-almirante                                            | |
|                                            | 1 de março de 1999 – presente | Bandeira de um contra-almirante                                          | |
|                                            | 1 de março de 1999 – presente | Bandeira de um Comodoro                                                  | |
|                                            | 1 de março de 1999 – presente | Flâmula do comandante de uma frota de navios de guerra                   | |
|                                            | 1 de março de 1999 – presente | Flâmula do comandante de uma flotilha de navios de guerra                | |
|                                            | 1 de março de 1999 – presente | Flâmula do comandante de uma divisão de navios de guerra                 | |
|                                            | 1 de março de 1999 – presente | Flâmula do comandante de um grupo de navios de guerra                    | |
|                                            | 1 de março de 1999 – presente | Flâmula do comandante mais graduado de uma embarcação naval              | |
|                                            | 1 de março de 1999 – presente | Flâmula do comandante de uma embarcação naval                            | |
| Estado Independente da Croácia (1941–1945) |                               |                                                                          | |
|                                            | 1941–1945                     | Alferes Naval do NDH (1941-1944) </br> Bandeira naval do NDH (1944-1945) | 2:3 quadrados 5×5 (proporção total 2:3) |
|                                            | 1944–1945                     | Alferes Naval do NDH (1944-1945)                                         | Um tricolor de vermelho, branco e azul e o brasão do NDH. A bandeira usava cores Ustaše, proporções 2:3. |
|                                            | 1941–1945                     | Alferes Civil do NDH                                                     | Um tricolor vermelho, branco e azul com o símbolo Ustaše no canto superior esquerdo, mas sem o brasão croata. A bandeira usava cores Ustaše, proporções 2:3. |
|                                            | 1941–1945                     | Bandeira de um almirante do Estado Independente da Croácia               | |
|                                            | 1941–1945                     | Bandeira de um vice-almirante do Estado Independente da Croácia          | |
|                                            | 1941–1945                     | Bandeira de um contra-almirante do Estado Independente da Croácia        | |
| Reino da Croácia e Eslavônia (1868–1918)   |                               |                                                                          | |
|                                            | 1892-1918                     | Insígnia civil croata (1892-1918)                                        | Na parte croata da Áustria-Hungria, foi usada como bandeira nacional, enquanto no Adriático foi usada pelas companhias marítimas croatas e foi reconhecida como a terceira bandeira comercial da monarquia. |
|                                            | Desconhecido                  | Bandeira da Sociedade de Navegação Senj                                  | A bandeira da empresa de navios a vapor de Senj é baseada no tricolor croata, no qual as iniciais laranja BDS (Brodarsko Društvo Senj) estão escritas em uma faixa branca. Esta bandeira era, obviamente, hasteada nos mastros ou nas velas, e a bandeira naval austro-húngara prescrita era hasteada com uma lança de bandeira na popa ou no gurupés. |

### Força Aérea
| Bandeira                                   | Data      | Uso                                                       |
| ------------------------------------------ | --------- | --------------------------------------------------------- |
|                                            |           | Bandeira da Força Aérea Croata                            |
| Estado Independente da Croácia (1941–1945) |           |                                                           |
|                                            | 1941–1945 | Bandeira da Força Aérea do Estado Independente da Croácia |

### Guarda Costeira
| Bandeira | Data | Uso                                |
| -------- | ---- | ---------------------------------- |
|          |      | Bandeira da Guarda Costeira Croata |

## Polícia
| Bandeira | Data | Uso                        |
| -------- | ---- | -------------------------- |
|          |      | Bandeira da Polícia Croata |

## Agência de Segurança e Inteligência
| Bandeira | Data | Uso                                             |
| -------- | ---- | ----------------------------------------------- |
|          |      | Bandeira da Agência de Segurança e Inteligência |

## Bandeiras Subnacionais
| Bandeira | Divisão administrativa   | Divisão administrativa          | Descrição |
| -------- | ------------------------ | ------------------------------- | --- |
|          | Brod-Posavina !          | Condado de Bjelovar-Bilogora    | Um bicolor horizontal de amarelo e verde com o brasão do condado no centro                                                     |
|          | Brod-Posavina !          | Brod-Posavina County            | Campo azul com duas faixas diagonais brancas e o brasão do concelho ao centro                                                  |
|          | Dubrovnik-Neretva !      | Condado de Dubrovnik-Neretva    | Um bicolor horizontal de vermelho e branco com o brasão do condado no centro                                                   |
|          | Istria !                 | Condado da Ístria               | Um bicolor horizontal de azul e verde com o brasão do condado no centro                                                        |
|          | Karlovac !               | Condado de Karlovac             | Um bicolor horizontal de vermelho e amarelo com o brasão do condado no centro                                                  |
|          | Koprivničko-križevačka ! | Condado de Koprivnica-Križevci  | Vermelho e azul esquartejado ortogonalmente com o brasão do condado no centro                                                  |
|          | Krapinsko-zagorska !     | Condado de Krapina-Zagorje      | Um campo vermelho com estreitas listras douradas na parte superior e inferior e o brasão do condado no centro                  |
|          | Ličko-senjska !          | Condado de Lika-Senj            | Tribanda horizontal desigual de azul e branco com o brasão do concelho ao centro                                               |
|          | Međimurska !             | Condado de Međimurje            | Um bicolor vertical de branco e vermelho com o brasão do condado no centro                                                     |
|          | KOsječko-baranjska !     | Condado de Osijek-Barânia       | Cinco faixas horizontais desiguais de branco e azul com o brasão do concelho ao centro                                         |
|          | Požeško-slavonska !      | Condado de Požega-Eslavônia     | Tribanda horizontal desigual de verde e amarelo com o brasão do concelho ao centro                                             |
|          | Primorsko-goranska !     | Condado Litoral-Serrano         | Um campo azul celeste com o brasão do condado entre duas finas listras horizontais brancas                                     |
|          | Šibensko-kninska !       | Condado de Šibenik-Knin         | Um campo azul com o brasão do concelho entre duas finas faixas horizontais brancas                                             |
|          | Sisačko-moslavačka !     | Condado de Sisak-Moslavina      | Um campo azul com estreitas listras vermelhas e brancas ao longo da talha ou na parte superior e o brasão do condado no centro |
|          | Splitsko-dalmatinska !   | Condado de Split-Dalmácia       | Listras verticais desiguais de amarelo e azul com o brasão do concelho no centro da parte amarela                              |
|          | Varaždinska !            | Condado de Varaždin             | Cinco listras horizontais vermelhas e brancas com o brasão do condado na lateral da talha                                      |
|          | Virovitičko-podravska !  | Condado de Virovitica-Podravina | Tribanda horizontal de azul e branco com o brasão do concelho ao centro                                                        |
|          | Vukovarsko-srijemska !   | Condado de Vukovar-Sírmia       | Sete faixas horizontais amarelas e brancas com o brasão do concelho ao centro                                                  |
|          | Zadar !                  | Condado de Zadar                | Duas faixas horizontais brancas e azuis separadas por uma linha ondulada, com o brasão do concelho ao centro                   |
|          | Zagreb !                 | Condado de Zagreb               | Cinco faixas horizontais verdes e brancas com o brasão do concelho ao centro                                                   |
|          | Grad Zagreb !            | Zagreb                          | O brasão da cidade em um campo azul.                                                                                           |

## Bandeiras Políticas
| Bandeira            | Data                     | Partido                                    | Descrição                                                  |
| ------------------- | ------------------------ | ------------------------------------------ | ---------------------------------------------------------- |
| Link para o arquivo | 1989–presente            | Partido Camponês Croata                    |                                                            |
|                     | 2015–presente            | Partido Social-Democrata da Croácia        |                                                            |
|                     | 2005–2008                | Partido Social-Democrata da Croácia        |                                                            |
|                     | 1989–presente            | União Democrática Croata                   |                                                            |
|                     | 1997–presente            | Partido Socialista do Trabalho da Croácia  |                                                            |
|                     | 1990–presente            | Partido dos Direitos da Croácia            |                                                            |
|                     | 1990–presente            | Partido dos Direitos da Croácia (variante) |                                                            |
|                     | 1956–presente            | Movimento de Libertação Croata             | Fundado na Argentina                                       |
|                     | 2011–2022                | Bloqueio Humano                            |                                                            |
| Link para o arquivo | 1998–2015                | Partido dos Sérvios do Danúbio             |                                                            |
|                     | 1991–1993 (oficialmente) | Forças de Defesa da Croácia                | Braço paramilitar do Partido dos Direitos da Croácia (HSP) |
|                     | 1946–1990                | Liga dos Comunistas da Croácia             |                                                            |

## Bandeiras de Grupos Étnicos
| Bandeira                                                                                      | Data                                                                | Uso                                         | Descrição |
| --------------------------------------------------------------------------------------------- | ------------------------------------------------------------------- | ------------------------------------------- | --- |
|                                                                                               | 9 de abril de 2005 – presente (1997-presente na Eslavônia Oriental) | Bandeira dos Sérvios da Croácia             | O tricolor sérvio (uma tribanda horizontal de vermelho, azul e branco). Definido pelo Conselho Nacional Sérvio.                                                                               |
|                                                                                               | ???-presente                                                        | Bandeira dos Russinos da Panônia na Croácia | O tricolor croata (uma tribanda horizontal de vermelho, branco e azul) com um brasão semelhante ao brasão da Ucrânia dos Cárpatos. Definido pela União dos Rusyns da República da Croácia.    |
|                                                                                               | ???-presente                                                        | Bandeira de Šokci                           | |
|                                                                                               | ???-presente                                                        | Bandeira de Bunjevci                        | Bandeira bicolor com faixa vertical branca e azul clara, contendo o brasão de Bunjevci e três estrelas douradas no centro de cada campo, respectivamente. Reconhecido pela Bunjevačka matica. |
| Antigo                                                                                        |                                                                     |                                             | |
| Para uma lista mais abrangente, consulte Lista de bandeiras iugoslavas § Comunidades étnicas. |                                                                     |                                             | |

## Bandeiras Históricas

### Bandeiras Nacionais Históricas
| Bandeira                                   | Data | Uso | Descrição |
| ------------------------------------------ | --- | --- | --- |
|                                            | 27 de junho de 1990 – 21 de dezembro de 1990                                                            | Bandeira antiga da República da Croácia (unidade federal da Iugoslávia). Também bandeira da oposição política croata no exílio 1945-1990.                                                                 | Três campos horizontais iguais, vermelhos na parte superior, brancos no meio e azuis na parte inferior, brasão da Croácia no centro do campo central. O primeiro campo do brasão nunca foi especificado na constituição croata. A bandeira usava as cores da República da Croácia, proporções 1:2. |
|                                            | 18 de janeiro de 1947 – 27 de junho de 1990                                                             | Bandeira da República Socialista da Croácia (subdivisão da República Socialista Federativa da Iugoslávia).                                                                                                | Um tricolor de vermelho, branco e azul com uma estrela vermelha (com bordas douradas) no centro. A bandeira usava cores iugoslavas, proporções 1:2. |
|                                            | 8 de maio de 1945 – 18 de janeiro de 1947                                                               | Bandeira da República Popular da Croácia (subdivisão da República Federal da Iugoslávia). | Um tricolor de vermelho, branco e azul com uma estrela vermelha no centro. A bandeira usava cores iugoslavas, proporções 1:2. |
| 15 de dezembro de 1943 – 8 de maio de 1945 | Bandeira do Estado Federal da Croácia (subdivisão provisória dentro da Iugoslávia Federal Democrática). | | Um tricolor de vermelho, branco e azul com uma estrela vermelha no centro. A bandeira usava cores iugoslavas, proporções 1:2. |
|                                            | 1941–1945                                                                                               | Bandeira do Estado Independente da Croácia (NDH) | Um tricolor de vermelho, branco e azul com o símbolo Ustaše no canto superior esquerdo (letra "U" cercada por entrelaçamento croata) e o brasão de armas croata (mas com o primeiro campo branco, em oposição ao vermelho) no centro . A bandeira usava cores Ustaše, proporções 2:3.              |
|                                            | 1941–1945                                                                                               | Variante da bandeira estatal do NDH | Uma variante do tricolor vermelho, branco e azul com o símbolo Ustaše no canto superior esquerdo e o brasão croata no centro. A bandeira usava cores Ustaše, proporções 2:5. |
|                                            | 1941–1945                                                                                               | Bandeira civil do NDH | Um tricolor vermelho, branco e azul sem o símbolo Ustaše e o brasão croata. Semelhante à bandeira holandesa, proporções 2:3. |
|                                            | 21 de novembro de 1939 – 17 de outubro de 1943 (21 de janeiro de 1941)                                  | Bandeira da Banovina da Croácia (subdivisão do Reino da Iugoslávia). Usado de fato entre 1939–1941; legalmente válido 1939-1943.                                                                          | Um tricolor de vermelho, branco e azul. A bandeira usava cores iugoslavas, proporções 2:3. |
|                                            | 21 de novembro de 1939 – 17 de outubro de 1943 (21 de janeiro de 1941)                                  | Variante com brasão da bandeira da Banovina da Croácia | Um tricolor de vermelho, branco e azul. A bandeira usava cores iugoslavas, proporções 2:3. |
|                                            | 1918 | Bandeira do Estado dos Eslovenos, Croatas e Sérvios | Um tricolor de vermelho, branco e azul. A bandeira usava cores iugoslavas, proporções 1:2. |
|                                            | 1860–1918                                                                                               | Bandeira não oficial, mas mais comum, do Reino da Croácia-Eslavônia, que usava uma coroa diferente no topo do escudo.                                                                                     | Um tricolor de vermelho, branco e azul, com o brasão composto do Reino Triuno sobreposto e centralizado A bandeira usava cores croatas, proporções 2:3. |
|                                            | 1860–1918                                                                                               | O tricolor foi novamente legalizado na Croácia e, em 1868, tornou-se a bandeira do Reino da Croácia-Eslavônia (subdivisão da Áustria-Hungria). Bandeira do estado, não oficial fora da Croácia-Eslavônia. | Um tricolor de vermelho, branco e azul, com o brasão composto do Reino Triuno sobreposto e centralizado A bandeira usava cores croatas, proporções 2:3. |
|                                            | 1860–1918                                                                                               | O tricolor foi novamente legalizado na Croácia e, em 1868, tornou a bandeira Civil o Reino da Croácia-Eslavônia (subdivisão da Áustria-Hungria). Bandeira civil, oficial em todos os níveis.              | Um tricolor de vermelho, branco e azul. A bandeira usava cores croatas, proporções 2:3. |
|                                            | 1871 | Bandeira da Croácia usada durante a Revolta de Rakovica. | Um tricolor de vermelho, branco e azul. A bandeira usava cores croatas, proporções 2:3. Apresenta o brasão do reino, mas com o brasão da Ilíria no centro. |
|                                            | 8 de março de 1852 – 1868                                                                               | Bandeira do Reino da Croácia (subdivisão do Império Austríaco). Oficial em todos os níveis. | Duas barras de vermelho e branco. A bandeira usava cores croatas, proporções 1:2. O desenho da bandeira era semelhante ao da bandeira de Mônaco. |
|                                            | 1848–1852                                                                                               | Bandeira do Reino da Croácia (subdivisão do Império Austríaco). A bandeira foi proibida de 1852 a 1860.                                                                                                   | Um tricolor de vermelho, branco e azul com o brasão do Reino Triuno no centro. A bandeira usava cores croatas, proporções 1:2. |
|                                            | 1830-1848                                                                                               | Bandeira de coroação do Reino da Croácia (Habsburgo) | Uma bandeira amarela com cauda de andorinha com a Croácia em ouro e o brasão croata. Bandeira da coroação da coroação de Fernando I da Áustria em 1830. |
|                                            | Início do século XV–1526                                                                                | Croácia em união pessoal com a Hungria | Bandeira das tropas croatas (tabuleiro de xadrez) na batalha de Mohács, carregada por um dos capitães croatas. |

### Estandartes Reais
| Bandeira | Data      | Uso                                             |
| -------- | --------- | ----------------------------------------------- |
|          | 1868–1871 | Estandarte real do barão Levin Rauch            |
|          | 1860–1867 | Estandarte real do barão Josip Šokčević         |
|          | 1848–1859 | Estandarte real do conde Josip Jelačić Bužimski |
|          | 1680-1690 | Estandarte real de Nikola III Erdody            |

### Estandartes de Coroação
| Bandeira | Data | Uso                                                                | Descrição                                                                            |
| -------- | ---- | ------------------------------------------------------------------ | ------------------------------------------------------------------------------------ |
|          | 1618 | Bandeira da Croácia na coroação de Fernando II                     | Banner com as armas da Croácia                                                       |
|          | 1618 | Bandeira da Eslavônia na coroação de Fernando II                   | Banner com as armas da Eslavônia                                                     |
|          | 1830 | Bandeira de coroação da coroação de Fernando I da Áustria em 1830. | Uma bandeira amarela com cauda de andorinha com a Croácia em ouro e o brasão croata. |

### Bandeiras Históricas de Cidades
| Bandeira                                                                    | Data       | Uso | Descrição |
| --------------------------------------------------------------------------- | ---------- | --- | --- |
|                                                                             | Pré-1945   | Bandeira variante de Split, apresentando o dispositivo do brasão pré-1945.                                      | Bandeira azul com ilustração em branco das paredes do Palácio de Diocleciano e da torre sineira da Catedral de São Dômnio atrás delas.                                            |
|                                                                             | 1995       | A variante da bandeira comemorativa de Split, comemorando os 1700 anos da construção do Palácio de Diocleciano. | Uma bandeira azul vertical com uma palavra artística em cor branca onde se lê repetidamente 'Dividido', empilhadas para representar o Palácio de Diocleciano e sua torre sineira. |
|                                                                             | Século XIV | Bandeira de Šibenik (Sibinicho) conforme vista no mapa de 1339 de Angelino Dulcert.                             | Uma bandeira com um grande disco branco, carregado com uma cruz vermelha, no campo amarelo.                                                                                       |
|                                                                             | Século XIV | Bandeira de Šibenik (Sibinicho) conforme vista em um mapa de Guillelmus Soleri.                                 | Uma bandeira com um grande disco branco, carregado com uma cruz vermelha, no campo amarelo.                                                                                       |
|                                                                             | Século XIV | Bandeira de Šibenik (Sibinicho) conforme vista em trecho do Atlas Catalão.                                      | Uma bandeira com um grande disco branco, carregado com uma cruz vermelha, no campo amarelo.                                                                                       |
|                                                                             | Século XIV | Bandeira de Senj (Segna) conforme vista no mapa de 1339 de Angelino Dulcert.                                    | Dividido verticalmente, o campo esquerdo é vermelho com uma estrela de 8 pontas e o campo direito é amarelo claro.                                                                |
| Ficheiro:Flag of Senj in the XIVth Century as seen in the Catalan Atlas.gif | Século XIV | Bandeira de Senj (Segna) conforme vista em trecho do Atlas Catalão .                                            | Dividido verticalmente, o campo esquerdo é vermelho com uma estrela de 8 pontas e o campo direito é amarelo claro.                                                                |
|                                                                             | Século XIV | Bandeira de Senj (Segna) conforme vista em um mapa de Guillelmus Soleri.                                        | Dividido verticalmente, o campo esquerdo é vermelho com uma estrela de 8 pontas e o campo direito é amarelo claro.                                                                |

### Bandeiras Regionais Históricas
| Bandeira | Data                           | Uso                                                             | Descrição                                                                           |
| -------- | ------------------------------ | --------------------------------------------------------------- | ----------------------------------------------------------------------------------- |
|          | 1820–1918                      | Bandeira do Reino da Dalmácia                                   | Duas barras horizontais de azul e dourado. Proporções 1:2.                          |
|          | 1820–1918                      | Bandeira variante do Reino da Dalmácia                          | Duas barras horizontais em azul desbotado e dourado. Proporções 1:2.                |
|          | 1852–1868                      | Bandeira do Reino da Eslavônia                                  | Duas barras horizontais de azul e prata. Proporções 1:2                             |
|          | Meados de 1800-1852; 1860–1918 | Bandeira do Reino da Eslavônia                                  | Três barras horizontais de azul, branco e vermelho. Proporções 1:2                  |
|          | 1779–1924                      | Bandeira de Corpus separatum Rijeka                             | Três barras horizontais de vermelho bordô, dourado e azul.                          |
|          | 1849–1918                      | Bandeira da Margraviada da Ístria no litoral austríaco          | Três barras horizontais de ouro, vermelho e azul.                                   |
|          | 1849–1918                      | Bandeira variante da Margraviada da Ístria no litoral austríaco | Três barras horizontais de ouro, vermelho e azul com o brasão do litoral austríaco. |

### Bandeiras Históricas (Medievais)
| Bandeira | Data                        | Uso                                                               | Descrição |
| -------- | --------------------------- | ----------------------------------------------------------------- | --- |
|          | 1350                        | Bandeira da Esclavônia (de acordo com o Livro de Todos os Reinos) | Uma bandeira da Esclavônia (de acordo com o Livro de Todos os Reinos). Uma faixa amarela e vermelha com uma estrela.                                                                   |
|          | 1444                        | Bandeira das tropas croatas na batalha de Varna                   | Bandeira dos soldados croatas (bandeira branca com cruz preta) sob a liderança de Franko Talovac na batalha de Varna                                                                   |
|          | 1444                        | Bandeira das tropas croatas na batalha de Varna                   | Estandarte (bandeira negra) do banderium de Rafael Herczeg, bispo da Bósnia, na batalha de Varna                                                                                       |
|          | Início do século XVI – 1526 | Bandeira das tropas croatas na batalha de Mohács                  | Bandeira das tropas croatas (tabuleiro de xadrez) na batalha de Mohács, carregada por um dos capitães da proibição croata                                                              |
|          | 1526                        | Bandeira das tropas croatas na batalha de Mohács                  | Bandeira das tropas croatas (Cruz de Santo André) na batalha de Mohács, carregada por um dos capitães da proibição croata                                                              |
|          | 1526                        | Bandeira das tropas croatas na batalha de Mohács                  | Bandeira das tropas croatas (vermelha com uma cruz) na batalha de Mohács, carregada por um dos capitães da proibição croata                                                            |
|          | 1526                        | Bandeira das tropas croatas na batalha de Mohács                  | Bandeira das tropas croatas (dividida em duas metades, a superior é vermelha com uma cruz, a inferior é branca e vermelha) na batalha de Mohács, carregada por um dos capitães croatas |
|          | 1526                        | Bandeira das tropas croatas na batalha de Mohács                  | Bandeira das tropas croatas (arpadiana) na batalha de Mohács, carregada por um dos capitães da proibição croata                                                                        |
|          | 1526                        | Bandeira das tropas croatas na batalha de Mohács                  | Bandeira das tropas croatas (dividida em vermelho e branco com lanças) na batalha de Mohács, carregada por um dos capitães da proibição croata                                         |
|          | 1526                        | Bandeira das tropas croatas na batalha de Mohács                  | Bandeira das tropas croatas (húngaras) na batalha de Mohács, carregada por um dos capitães da proibição croata                                                                         |

### Bandeiras da República de Ragusa
| Bandeira | Data        | Uso                                       | Descrição                                                                      |
| -------- | ----------- | ----------------------------------------- | ------------------------------------------------------------------------------ |
|          | 1358–1808   | Bandeira da República de Ragusa           | São Brás, padroeiro de Dubrovnik, hoje bandeira oficial da Cidade de Dubrovnik |
|          | 1358–1808   | Bandeira variante da República de Ragusa  |                                                                                |
|          | 1358–1808   | Bandeira estatal, guerra e insígnia naval |                                                                                |
|          | 1358–c.1667 | Insígnia civil                            |                                                                                |
|          | c.1667-1807 | Bandeira civil e mercantil                |                                                                                |
|          | 1358–1808   | A bandeira "Libertas" de Dubrovnik        |                                                                                |
|          | 1358–1808   | Insígnia secundária                       |                                                                                |

### Outras
| Bandeira | Data      | Uso                                                                                                | Descrição                       |
| -------- | --------- | -------------------------------------------------------------------------------------------------- | ------------------------------- |
|          | 1996-1998 | Administração Transitória das Nações Unidas para a Eslavônia Oriental, Baranja e Sirmium Ocidental | Bandeira das Nações Unidas      |
|          | 1995–1996 | Eslavônia Oriental, Baranja e Síria Ocidental                                                      | Bandeira dos Sérvios da Croácia |
|          | 1991–1995 | Bandeira da República Sérvia de Krajina                                                            |                                 |
|          | 1995–1996 | Bandeira de Guerra da República Sérvia de Krajina                                                  |                                 |
|          | 1941–1943 | Bandeira do 369º Regimento de Infantaria Reforçada Croata (anverso e reverso)                      |                                 |
|          | 1924–1947 | Bandeira da Província de Carnaro                                                                   |                                 |
|          | 1918–1941 | Bandeira da Província de Zara                                                                      |                                 |
|          | 1921      | Bandeira da República Labina                                                                       |                                 |
|          | 1920–1924 | Bandeira do Estado Livre de Fiume                                                                  |                                 |
|          | 1919–1920 | Bandeira da Regência Italiana de Carnaro                                                           |                                 |
|          | 1919–1920 | Insígnia da Regência Italiana de Carnaro                                                           |                                 |

## Bandeiras Propostas
| Bandeira | Data | Uso                         |
| -------- | ---- | --------------------------- |
|          | 1990 | Proposta de Krsto Mažuranić |
|          | 1990 | Proposta de Boris Ljubičić  |

## Povos croatas em outros países
| Bandeira | Data        | Uso                                           | Descrição                                                                   |
| -------- | ----------- | --------------------------------------------- | --------------------------------------------------------------------------- |
|          | 1992 – 1996 | Bandeira da República Croata da Herzeg-Bósnia | Um tricolor vermelho, branco e azul com o brasão da Herzeg-Bósnia no centro |

## Galhardetes da Croácia
| Bandeira | Clube   |
| -------- | ------- |
|          | Opatija |
|          | Órion   |
|          | Pesja   |
|          | Plav    |
|          | Rijeka  |
|          | Split   |